# Fantômette et les 40 Milliards
Fantômette et les 40 Milliards est le 37e roman de la série humoristique Fantômette créée par Georges Chaulet.
Le roman, publié en 1978 dans la Bibliothèque rose des éditions Hachette, comporte 150 pages. 
Il évoque les recherches entreprises pour retrouver une galère ayant coulé il y a plusieurs siècles, contenant dans ses cales un trésor en or représentant une valeur de 40 milliards de francs.

## Notoriété
De 1961 à 2000, les ventes cumulées des titres de Fantômette s'élèvent à 17 millions d'exemplaires, traductions comprises.
Le roman Fantômette et les 40 Milliards a donc pu être vendu à environ 200 000 exemplaires.
Comme les autres romans, il a été traduit en italien, espagnol, portugais, en flamand, en danois, en finnois, en turc, en chinois et en japonais.

## Personnages principaux
- Françoise Dupont / Fantômette : héroïne du roman
- Ficelle : amie de Françoise et de Boulotte
- Boulotte : amie de Françoise et de Ficelle
- « Œil de Lynx » : journaliste, ami de Fantômette
- M. L'Hénaurme : directeur du journal France-Flash
- Capitaine Zinzino : commandant du navire Torticoli puis du navire La Moutarde
- Robert Lingot[3] : secrétaire du ministre de la Marine
- Mireille : jeune femme mystérieuse, passager clandestin à bord du navire La Moutarde
- Le Masque d'argent : bandit, ennemi de Fantômette
- Koktel[4] : homme de main du Masque d'argent

## Résumé
Remarque : le résumé est basé sur l'édition cartonnée non abrégée parue en 1978 en langue française.
- Mise en place de l'intrigue (prologue ; chapitres 1 et 2)

Le navire Torticoli, dirigé par le capitaine Zinzino, fait naufrage en Méditerranée.
Quelque temps plus tard, Zinzino rencontre Œil de Lynx. Il lui explique que son navire a sombré et qu'en faisant des recherches, il a découvert à proximité du lieu du naufrage la galère de Soliman le Vainqueur, qui contiendrait dans ses cales une fortune en or. On évoque l’équivalent de 40 milliards de francs. Œil de Lynx demande à Fantômette de rencontrer Zinzino afin qu'elle lui donne son avis. Alors qu'il se rend au lieu de rendez-vous, Zinzino manque de se faire enlever par deux hommes qui l'attendaient dans la rue. 
Œil de Lynx contacte M. L'Hénaurme, directeur du journal France Flash. Le directeur est d'accord pour sponsoriser l'opération de recherche de la galère et de la récupération de l'or.
- Aventures et enquête (chapitres 3 à 13)

Le journal affrète un navire pour rechercher la galère engloutie en Méditerranée. Fantômette rencontre Robert Lingot, le secrétaire du ministre de la Marine. L'homme la transporte en voiture officielle pour une rencontre. Mais il s'agit d'un piège : c'est un enlèvement. Elle est ligotée et placée dans une vieille maison, à laquelle Robert Lingot et un dénommé Koktel mettent le feu. La maison s'enflamme : Fantômette  va mourir brûlée vive.
En fait, Œil de Lynx a suivi la voiture de Robert Lingot et compris qu'il y avait un enlèvement. Il libère la jeune aventurière.
Plus tard, quelqu'un offre des chocolats empoisonnés à M. L'Hénaurme, le directeur du journal France-Flash. Il est emmené à bord d'une ambulance, dont le chauffeur n'est autre que Koktel. Œil de Lynx et Fantômette poursuivent l’ambulance. Le bandit prend la fuite, et le directeur est hospitalisé.
Quelques jours plus tard, Françoise, Ficelle et Boulotte prennent le train pour se rendre à Port-Lavande : le navire La Moutarde doit partir un peu plus tard. Au cours du trajet, elles croisent la route d'une jeune femme aux cheveux bouclés en qui Françoise croit reconnaître les traits de quelqu'un qu'elle connaît, sans pouvoir mettre un nom sur ce visage. Tout le monde est prêt pour le départ. La nuit qui suit le départ, Fantômette observe les étranges agissements de la jeune fille frisée comme un mouton, croisée dans le train, dont elle apprend qu'elle s'appelle Mireille. Le lendemain, Ficelle apprend une nouvelle à Françoise : Fantômette est à bord du navire, en la personne de la jeune femme frisée comme un mouton ! Et par la suite, durant tout le trajet et jusqu'à la fin du roman, Ficelle ne cessera de tenter d'interviewer Mireille, la prenant pour la célèbre justicière.
Le jour suivant, un incendie se produit à bord de La Moutarde, sans doute pour retarder l'avancée du navire. Ceci rappelle à Fantômette l'incendie au cours duquel elle avait failli périr quelques semaines auparavant. Fantômette soupçonne Mireille d'avoir fait le coup : elle l’a vue avoir du cambouis sur ses vêtements. Le bateau est mis en cale sèche dans un port italien pendant quelques jours. Pendant que Ficelle et Boulotte font du tourisme, Fantômette suit Mireille. Elle l'entend appeler, depuis une cabine téléphonique, le commanditaire de l'incendie : c'est son père.
La nuit suivante, Fantômette suit Mireille. Celle-ci va au port, s'embarque sur un canot et va au large. Fantômette fait comme elle et la suit. Mireille se rend à bord d'un sous-marin. Fantômette la suit. C'est alors qu'elle découvre que Mireille est la fille du Masque d'argent, que Fantômette avait croisée à plusieurs reprises dans le passé. Fantômette entend la conversation entre la fille et le père. Mais l'aventurière reste bloquée à bord du sous-marin, et découverte au petit matin par l'un des marins. Elle est présentée au Masque d'argent, avec qui elle a une discussion.
Pendant ce temps, au petit matin, le navire La Moutarde quitte le port italien, les réparations ayant pris fin.
- Dénouement et révélations finales (chapitres 14 à 16)

Fantômette apprend par le Masque d'argent que la galère recherchée n'existe pas ! Il s'agit d'une fraude organisée par le capitaine Zinzino qui, chargé du transport d'un objet précieux appartenant au Masque d'argent et ayant subi un naufrage, a inventé cette histoire de navire recelant des monceaux de pièces d'or dans ses cales. Son but était de récupérer l'objet du Masque d'argent. Ce dernier a manigancé un plan pour récupérer son « objet précieux ». Le sous-marin remonte en surface, le Masque d'argent fait sortir Fantômette, ferme l'écoutille et fait replonger le sous-marin : éloignée à plus de cent kilomètres des côtes, la jeune aventurière va finir noyée. 
Plus tard, le Masque d'argent présente son sous-marin à proximité de La Moutarde., au moment où le capitaine Zinzino fait remonter à bord la cargaison ayant appartenu au Masque d'argent. L'objet précieux consiste en une torpille nucléaire de nouvelle génération, dont la fabrication en série et la vente à divers pays lui rapportera bien plus de 40 milliards de francs. Quant à Mireille, on découvre qu'il ne s'agit pas de la fille du Masque d'argent, mais de son fils Éric soigneusement grimé ! Ficelle est stupéfaite de découvrir qu'elle voyait Fantômette sous les traits du fils du Masque d'argent.
C'est alors qu'apparaît Fantômette, qui n'était pas morte noyée. Elle avait amarré son canot au sous-marin et, lorsque celui-ci avait plongé, avait largué l'amarre. Elle avait été récupérée par un hélicoptère italien. Là, elle vient de s'emparer du sous-marin du Masque d'argent, laissé sans surveillance pendant quelques minutes. Elle accepte de le restituer uniquement si la torpille atomique est replongée dans la mer. La police étant près d'arriver, le Masque d'argent accepte les conditions de Fantômette, qui lui restitue le sous-marin lorsque la torpille atomique est retournée au fond de la mer.

## Autour du roman
- Apparitions d'Éric dans la série :
  - Fantômette dans l'espace (1977) - n°34 de la série
  - Fantômette et les 40 Milliards (1978) - n°37 de la série
  - Fantômette et le Dragon d'or (1980) - n°41 de la série
  - Fantômette a la main verte (2007) - n°51 de la série
  - Fantômette amoureuse (2011) - n°53 de la série